# Melis Ouboukeïev
 (février 2011).
Si vous disposez d'ouvrages ou d'articles de référence ou si vous connaissez des sites web de qualité traitant du thème abordé ici, merci de compléter l'article en donnant les références utiles à sa vérifiabilité et en les liant à la section « Notes et références ».
Melis Ouboukeïev (en cyrillique Мелис Убукеев) est un cinéaste soviétique d'ethnie kirghize, né le 17 avril 1935 à Frounzé (aujourd'hui Bichkek), en RSS kirghize (alors intégrée à l'URSS) et mort le 27 juillet 1996. 

## Biographie
Diplômé d'histoire de l'université de Frounze en 1958, il obtient son diplôme de réalisateur au VGIK de Moscou en 1964. En 1960, son court métrage documentaire La rivière de montagne, tourné à Kazakhfilm, révèle le langage de la jeune génération. Ouboukeïev est l'un des pionniers du cinéma de son pays, et forme, aux côtés de Tolomouch Okeev et de Bolotbek Chamchiev la génération qualifiée en Union soviétique de « miracle kirghize ». Il travaille pour le cinéma et la télévision. 

## Filmographie
- La rivière de montagne (doc., 1960) ;
- Une traversée difficile ou Les Montagnes blanches (fiction, 1964) ;
- Sayakbaï Karalaev Je sers l'Union soviétique (doc., 1966) ;
- Ak-Meer (TV) ;
- Le secret de la mélodie ;
- Faubourg du soir (Kazakhfilm, de 1968 à 1981) ;
- Un amour de province (1982).